# Heartbreak In Stereo
Heartbreak In Stereo es el álbum debut de la banda Pencey Prep. Este fue lanzado el 26 de noviembre de 2001, y fue relanzado por Eyeball Records a principios del 2007, debido a que los nuevos fans de la banda no podían conseguir el álbum.

## Lista de canciones
1. "P.S. Don't Write" – 2:40
2. "Yesterday" – 4:06
3. "Don Quixote" – 3:55
4. "10 Rings" – 3:46
5. "The Secret Goldfish" – 4:39
6. "8th Grade" – 4:11
7. "19" – 5:59
8. "Trying to Escape the Inevitable" – 4:42
9. "Lloyd Dobbler" – 2:07
10. "Florida Plates" – 5:20

Canciones 11 al 18 contienen 32 segundos de silencio
1. "Fat and Alone" – 2:35 (Pista oculta)

## Créditos
- Frank Iero – voces, guitarra rítmica
- Neil Sabatino – guitarra principal, coros, diseño gráfico, ilustración
- John "Hambone" McGuire – bajo, coros
- Tim Hagevik – batería, percusión
- Shaun Simon – moog, teclados
- Bruno Rocha – coros (track 2)
- Antonio The Carpathian – grabación, producción (track 19)
- John Naclerio – grabación, producción (tracks 1 al 10), coros (tracks 4 y 5)
- Alan Douches – masterización
- Dahlia Nardone – fotografía
- Jamie Schaefer – fotografía